# Takizawa Osamu

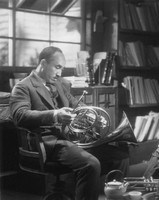
Takizawa Osamu

Takizawa Osamu (japanisch 滝沢 修, Vorname bei gleicher Lesung eigentlich 脩 geschrieben; * 13. November 1906 in Ushigome, Tokio, Japan; † 22. Juni 2000 in Mitaka, Präfektur Tokio, Japan) war ein japanischer Schauspieler.

## Leben
Takizawa Osamu begann 1924 im „Tsukiji Shōgekijō“ (築地小劇所) aufzutreten, wechselte dann zu verschiedenen anderen Theatern. 1940 wurde er wegen Verstoßes gegen das Gesetz zur Aufrechterhaltung der öffentlichen Sicherheit festgenommen und verbrachte über ein Jahr im Gefängnis.
Nach dem Zweiten Weltkrieg gründete Takizawa mit dem Theatermann Uno Jūkichi und anderen das „Minshū Geijutsu Gekijō“ (民衆芸術劇場). Später trat er auch in Filmen und im Fernsehen auf. Es heißt, Takizawas Auftritte mit der Betonung einer genauen Wiedergabe von Situationen des wirklichen Lebens verkörperten am besten die Art des „Neuen Theaters“, des Shingeki (新劇).
Ｓeine besten Ａuftritte im Theater hatte er in der Bühnen-Adaption von Shimazaki Tōsons „Vor dem Sonnenaufgang“ (夜明け前, Yoake mae) und in Arthur Millers  „Tod eines Handlungsreisenden“. Seine bekannteste Rolle im Film war die in Feuer im Grasland. Im Abspann wurde er auch als Shu Takizawa aufgeführt.

## Auszeichnungen
- 1966 Asahi-Preis

## Filmografie (Auswahl)
- 1938: Tsuzurigata Kyōshitsu (綴方教室)
- 1947: Anjō-ke no Butōkai (安城家の舞踏会)
- 1948: Ōshō (王将)
- 1950: Nagasaki no Kane (長崎の鐘)
- 1951: Genji Monogatari (源氏物語)
- 1952: Gembaku no Ko (原爆の子) Kinder von Hiroshima
- 1952: Yamabiko Gakkō (山びこ学校)
- 1954: Chūshingura: Hana no Maki, Yuki no Maki (忠臣蔵　花の巻・雪の巻)
- 1955: Rokunin no Ansatsusha (六人の暗殺者)
- 1955: Seidō no Kirisuto (青銅の基督) Christus in Bronze
- 1959: Nobi (野火) Feuer im Grasland
- 1961: Shaka (釈迦)
- 1965: Kiri no Hata (霧の旗)
- 1965: Tokugawa Ieyasu (徳川家康)
- 1966: Shiroi Kyōto (白い巨塔)
- 1968: Kurobe no Taiyō (黒部の太陽)
- 1970: Zatōichi to Yōjimbō (座頭市と用心棒)
- 1970–1973: Sensō to Ningen 1–3 (戦争と人間)
- 1974: Karei naru Ichizoku (華麗なる一族)
- 1978: Kōtei no Inai Hachigatsu (皇帝のいない八月)
- 1980: Tempyō no Iraka (天平の甍)
- 1988: Sakuratai Chiru (さくら隊散る)